# John Lacey (rugby à XV)
Pour les articles homonymes, voir Lacey (homonymie).
John Lacey, né le 12 octobre 1973 à Tipperary est un joueur et un arbitre international irlandais de rugby à XV.

## Carrière d'arbitre

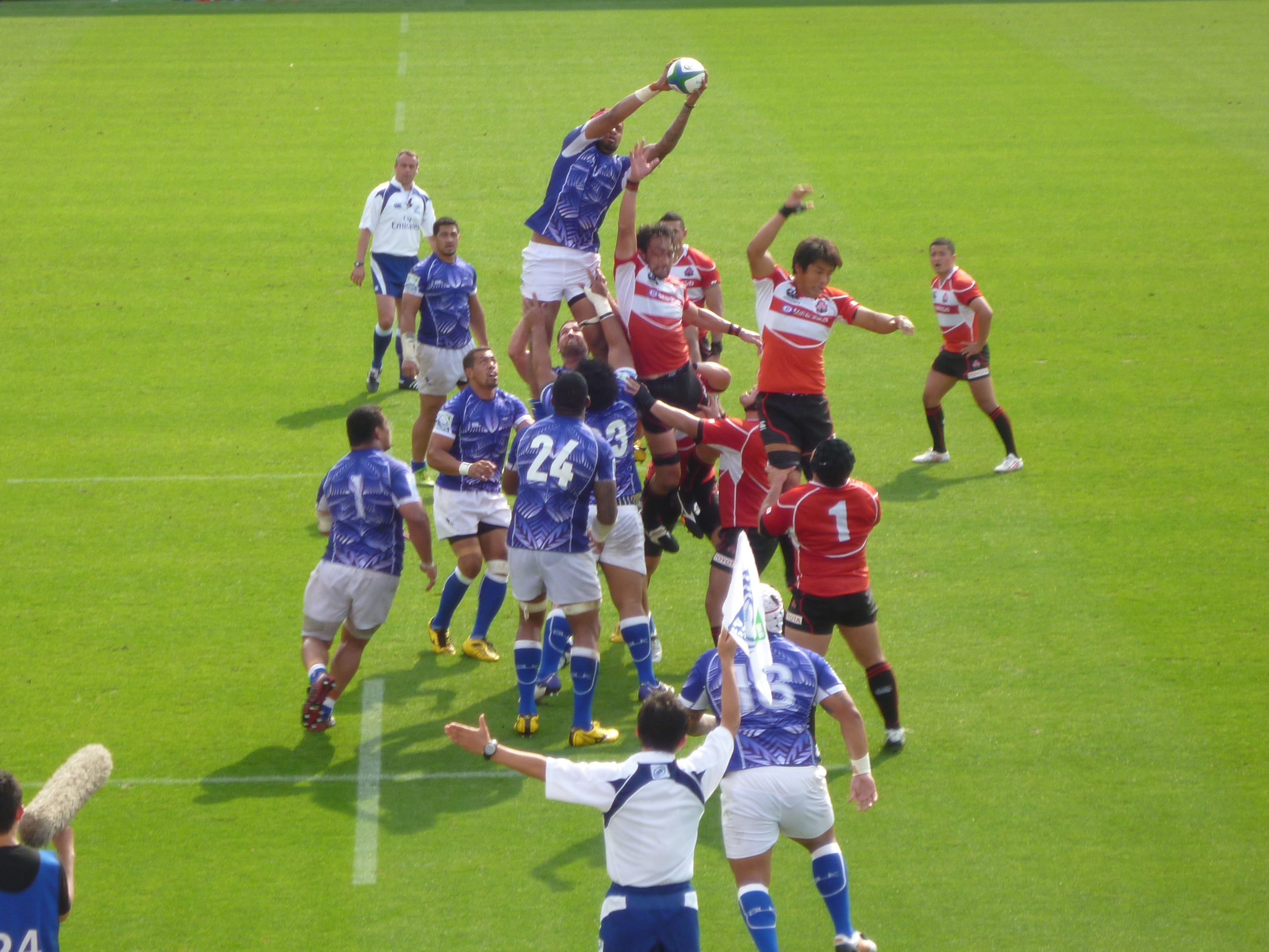
Japan contre Samoa. Match de Rugby au Chichibunomiya Stadium, le 17 Juin 2012.

John Lacey est né le 12 octobre 1973 à Tipperary en Irlande, il joue au rugby à XV pour les clubs d'Abbey Christian Brothers' School à Tipperary puis Clanwilliam FC, Sundays Well RFC, Shannon RFC. Il évolue aux postes d'ailier ou d'arrière pour la province du Munster. Il dispute six matchs de Coupe d'Europe 1997-1998 où il inscrit quatre essais.
Il joue également au rugby à sept et est retenu avec l'équipe d'Irlande de rugby à sept.
En 2007, il arbitre un match par défaut. Il progresse vite dans cette voie. John Lacey arbitre au Championnat du monde junior de rugby à XV qui a lieu en Argentine en 2010 et au Italie en 2011. 
En 2012, il officie le 27 mai à Twickenham pour le match de prestige Angleterre - Barbarians puis pour deux rencontres de la Pacific Nations Cup 2012, Fidji - Japon et Samoa - Japon.  
Il arbitre la rencontre du Tournoi des Six Nations 2014 pays de Galles - Italie et le match Angleterre - Italie du Tournoi des Six Nations 2015.
John Lacey est retenu dans un groupe de douze arbitres qui officient  lors de la coupe du monde de rugby 2015. Il arbitre les rencontres Écosse-Japon et Galles-Fidji et est utilisé en tant que juge de touche lors d'autres rencontres de la phase de poule. Juge de touche lors des rencontres victorieuses des All Blacks, face à la France en quart de finale puis l'Afrique du Sud en demi-finale, il est désigné arbitre de la finale pour la troisième place entre l'Argentine et l'Afrique du Sud. Il est désigné pour arbitrer en mai 2016 la finale du challenge européen, rencontre remportée 26 à 19 par Montpellier face aux Harlequins.

## Palmarès d'arbitre
- Treize test matches arbitrés au 7 avril 2015[6]